# Верхњевиљујск
Верхњевиљујск (рус. Верхневилюйск, јакут. Үөһее Бүлүү) је мање насеље у Русији и представља административни центар Верхњевиљујског рејона у Јакутији. 
Насеље је главни туристички и финансијски центар западне Јакутије. У селу се налази и музеј П. Х. Староватова.
Има свега 6.555 становника (2002).